# Lara Dutta

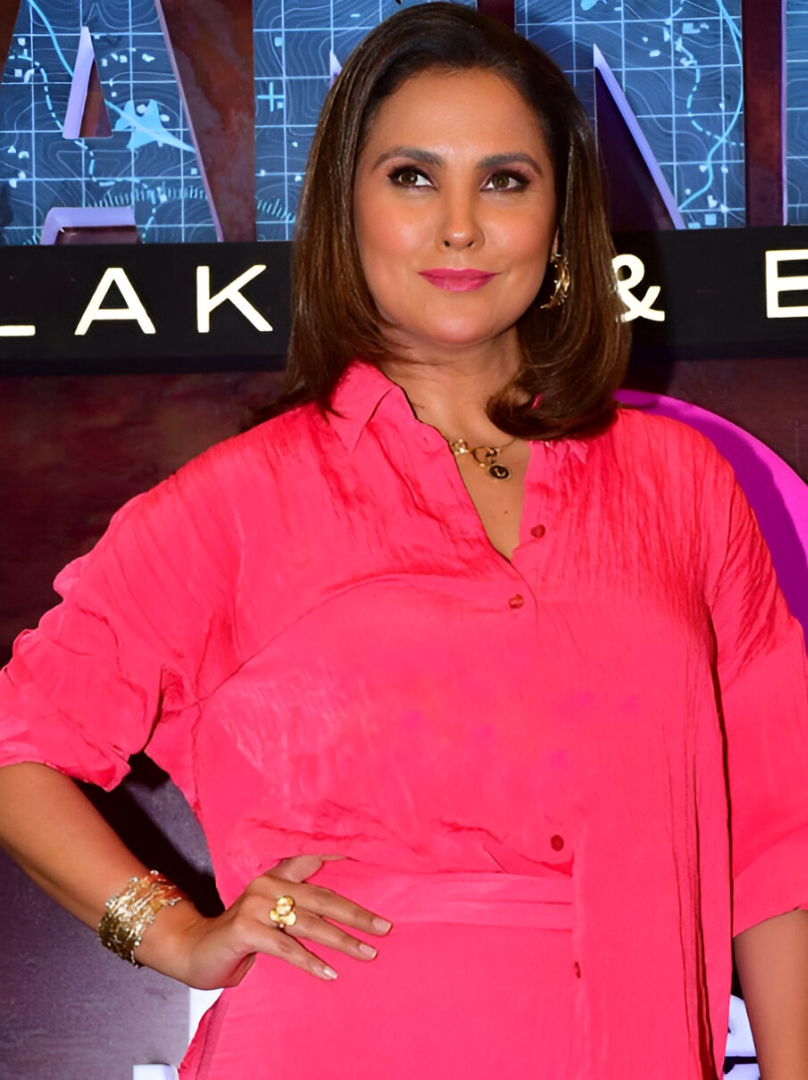
Lara Dutta (2024)

Lara Dutta (Hindi लारा दत्ता, * 16. April 1978 in Ghaziabad, Uttar Pradesh) ist eine indische Schauspielerin.

## Leben

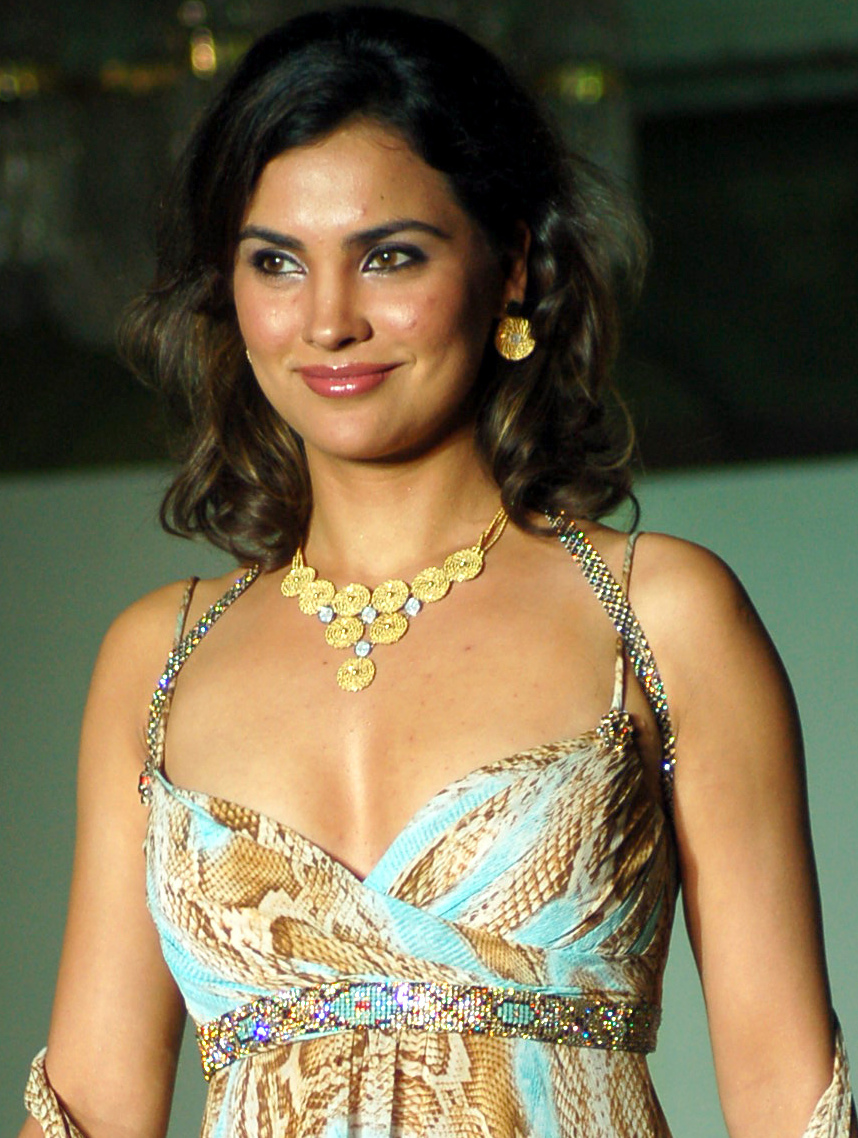
Lara Dutta (2005)

Sie zog 1981 mit ihrer Familie nach Bangalore, wo sie die St. Francis Xavier Girls’ High School und die Frank Anthony Public School besuchte. Anschließend studierte sie Wirtschaftswissenschaft an der Bombay University.
Nachdem sie im Jahr 2000 die Wahl zur Miss Indien gewonnen hatte, nahm sie als Vertreterin ihres Landes an der Wahl zur Miss Universe in Zypern teil und konnte sich auch dort durchsetzen. Der Gewinn beinhaltete außerdem einen Vertrag mit dem Kosmetikkonzern L’Oréal. Die dadurch erlangte Medienpräsenz konnte die junge Inderin für einen Einstieg in die Filmbranche nutzen und gab so 2003 ihr Filmdebüt in dem Bollywoodfilm Andaaz. Für ihre Leistung wurde sie als beste Newcomerin mit einem Filmfare Award ausgezeichnet.
Weitere Nebenrollen und Gastauftritte in kleineren und größeren Bollywoodproduktionen folgten. So stand sie bereits mit einigen bekannten Namen des Indischen Films vor der Kamera, wie mit Vivek Oberoi in Masti – Seitensprünge lohnen nicht!, Salman Khan in No Entry – Seitensprung verboten!, Aamir Khan in Fanaa oder Shah Rukh Khan in Om Shanti Om, Billu Barber und Don – The King is back. Daneben war sie auch als Moderatorin verschiedener Preisverleihungen der indischen Filmindustrie tätig, wie zum Beispiel des Zee Cine Award.
Am 16. Februar 2011 heiratete sie den indischen Tennisspieler Mahesh Bhupathi.
Am 20. Januar 2012 wurden Dutta und ihr Ehemann Eltern einer Tochter.

## Filmografie
- 2003: Andaaz
- 2003: Mumbai Se Aaya Mera Dost
- 2004: Khakee
- 2004: Masti – Seitensprünge lohnen nicht! (Masti)
- 2004: Bardaasht
- 2004: Arasatchi
- 2004: Aan: Men at Work
- 2005: Insan
- 2005: Elaan
- 2005: Jurm
- 2005: No Entry – Seitensprung verboten!
- 2005: Kaal – Das Geheimnis des Dschungels (Kaal)
- 2005: Zinda
- 2006: Fanaa (Gastauftritt)
- 2006: Alag (Gastauftritt)
- 2006: Bhagam Bhag
- 2007: Jhoom Barabar Jhoom
- 2007: Partner
- 2007: Om Shanti Om (Gastauftritt)
- 2008: Banda Yeh Bindaas Hai
- 2008: Jumbo (Sprechrolle)
- 2008: Blue
- 2008: Ein göttliches Paar (Rab Ne Bana Di Jodi) (Tanzauftritt im Lied Phir Milenge Chalte Chalte)
- 2009: Billu Barber
- 2010: HouseFull
- 2011: Chalo Dilli
- 2011: Don – The King is back
- 2012: Housefull 2
- 2015: Singh is Bliing
- 2016: Fitoor
- 2016: Azhar
- 2016: Welcome to New York
- 2021: Bellbottom
- 2021: Banda Yeh Bindaas Hai

## Weitere Auftritte
- 2000: Miss Universe Pageant
- 2001: Miss Universe 2001
- 2002: Miss Universe Pageant
- 2004: Tinseltown TV
- 2004: Rendevouz with Simi Garewal
- 2004: 49th Manikchand Filmfare Awards 2003 – Best Newcomer Winner Female
- 2006: Bollywood Queens Vol. 2